# خلايا آلزهايمر النجمية من النوع II
خلايا آلزهايمر النجمية من النوع II هي نوع مرضي من الخلايا التي قد تظهر في الدماغ؛ مع ذلك، يبقى علم الأمراض الدقيق الكامن خلف هذه الخلايا مجهولًا حتى الآن. بشكل مماثل للخلايا النجمية الأخرى، تمثل هذه الخلايا نوعًا من الخلايا الدبقية غير العصبونية. يمكن رصدها بشكل أساسي في عدد من الأمراض المسببة لزيادة مستوى الأمونيا (فرط أمونيا الدم)، على سبيل المثال مرض الكبد المزمن ومرض ويلسون.
لا يوجد أي صلة بين هذه الخلايا ومرض آلزهايمر، إذ وُصفت لأول مرة بواسطة عالم الأعصاب ألويس آلزهايمر الذي أعطى أيضًا مرض آلزهايمر اسمه.

## خلفية
تنتمي الخلايا النجمية إلى إحدى فئات خلايا الدبق العصبي المعروفة بتخصصيتها لأداء وظائف محددة في الجهاز العصبي المركزي. من بين وظائفها الحيوية العديدة، تبرز أهمية الخلايا النجمية في التطور العصبوني، والنقل المشبكي، والاستتباب والحماية العصبية. على سبيل المثال، تمتلك الخلايا النجمية العديد من الناقلات والقنوات الأيونية التي تسمح بالحفاظ على التوازن الأيوني ومستويات «بّي إتش» الثابتة من أجل تحقيق حالة الاستتباب. على الرغم من صلتها الوثيقة بالعصبونات والوظائف العصبونية، لا يمكن اعتبار الخلايا النجمية بمثابة خلايا عصبونية نظرًا إلى افتقارها القدرة على نقل جهود الفعل. مع ذلك، تتميز الخلايا النجمية بقابلية استثارتها التي تؤثر على النقل المشبكي عند توفر عوامل تحريضية خلوية معينة مثل التدفق الداخلي للكالسيوم. تمتلك الخلايا النجمية أيضًا القدرة على الاستجابة في حال حدوث إصابات الجهاز العصبي المركزي من خلال الخضوع للدباق الارتكاسي. يعمل هذا بمثابة كحدث حماية عصبية من خلال عملية التنظيم بالزيادة للبروتينات الخيطية الوسيطة من أجل تحصيل الدعم الخلوي البنيوي. يمكن استخدام أحد هذه البروتينات، الحمض البروتيني الدبقي الليفي (جي إف إيه بّي)، كواسم للدباق الارتكاسي في النسيج التالف.

## الخصائص العامة
تتطور حالة كثرة خلايا آلزهايمر النجمية من النوع II نتيجة انتفاخ الخلية النجمية التي تظهر نواة كبيرة الحجم إلى جانب نوية بارزة. تتميز خلايا آلزهايمر النجمية من النوع II من الناحية البصرية بحجم متضخم بالإضافة إلى افتقارها للهيولى. تظهر هذه الخلايا النجمية فرط نشاط استقلابي، وتحتوي على عدد من النوى الحويصلية والنويات قاعدية الصبغة. تحتوي هذه الخلايا أيضًا على الكروماتين الهامشي الرقيق مع كميات زائدة من الغليكوجين. يمكن العثور على خلايا آلزهايمر النجمية من النوع II في كل من المناطق القشرية وتحت القشرية على حد سواء، بما في ذلك جذع الدماغ، والمخيخ، والقشرة المخية والمهاد.

### خصائص المرض
عند حدوث فرط أمونيا الدم في حالات الاعتلال الدماغي الكبدي، تتولد تغيرات النمط الظاهري المصاحبة المؤثرة على شكل الخلايا بالإضافة إلى تنظيم التعبير الجيني للبروتينات المرتبطة بالتنظيم، وحجم الخلية ونقل النبضات العصبية. في الدراسات السابقة حول الاعتلال الدماغي الكبدي، ارتبط وجود خلايا آلزهايمر النجمية من النوع II مع التنكس الميتاكوندري، بالإضافة إلى سمات النمط الظاهري المعروفة سابقًا مثل النوية البارزة والنواة الشاحبة المتضخمة. بالإضافة إلى ذلك، يؤدي تعرض هذه الخلايا النجمية للأمونيا إلى حدوث الاعتلال الدبقي، إلى جانب الخلل الوظيفي والخلل التنظيمي في الخلايا النجمية. يُعتقد أن هذا الاعتلال الدبقي مسؤول عن تطور اعتلال الدماغ الناشئ في حالات الاعتلال الدماغي الكبدي.